# Linia kolejowa Frankfurt – Bebra
Linia kolejowa Frankfurt – Bebra – linia kolejowa biegnąca z Bebry do Frankfurtu nad Menem, przez Fuldę, Gelnhausen, Hanau i Offenbach nad Menem w Niemczech. Południowa część pomiędzy Fuldą i Frankfurtem jest znana jako Kinzigtalbahn ze względu na dolinę Kizing.
Była planowana już za czasów panowania Hesji-Kassel jako linia kolejowa Bebra – Hanau, ale po raz pierwszy została otwarta pod panowaniem pruskim. Linia została przedłużona aż do Frankfurtu pod dzisiejszą nazwą. Dziś jest to część trasy Intercity-Express (ICE) linii z północnych i środkowych Niemiec do Frankfurtu. Na linii kursują także pociągi Regional-Express, łączące Fuldę z Frankfurtem oraz Regionalbahn, kursujące na trasie Wächtersbach – Frankfurt. Wraz z Main-Weser-Bahn jest jedną z najważniejszych linii w korytarzu północ-południe w środkowych Niemczech.